# Matthias Jahn (Jurist)
Matthias Jahn (* 1968 in Frankfurt am Main)  ist ein deutscher Rechtswissenschaftler und seit 2013 Inhaber des Lehrstuhls für Strafrecht, Strafprozessrecht, Wirtschaftsstrafrecht und Rechtstheorie an der Goethe-Universität in Frankfurt am Main sowie seit 2014 im zweiten Hauptamt Richter am Oberlandesgericht Frankfurt am Main.

## Leben
Jahn studierte ab 1988 Rechtswissenschaft in Frankfurt. Nach seinem Ersten Juristischen Staatsexamen 1994 wurde er 1997 ebendort für seine Dissertationsschrift zu „Konfliktverteidigung und Inquisitationsmaxime“ promoviert; 1998 folgte das Zweite Juristische Staatsexamen. Danach arbeitete er als wissenschaftlicher Assistent bei Klaus Lüderssen und Dirk Fabricius und habilitierte sich 2003 mit „Das Strafrecht des Staatsnotstandes“. Jahn sammelte justizpraktische Erfahrungen als Strafverteidiger (1998–2002), als Staatsanwalt (2002–2004) und in einer Abordnung an das Bundesverfassungsgericht als Wissenschaftlicher Mitarbeiter im Dezernat von Winfried Hassemer (2004–2005).
2005 nahm Jahn einen Ruf auf einen Lehrstuhls für Strafrecht und Strafprozessrecht an der Friedrich-Alexander-Universität Erlangen-Nürnberg an und lehnte einen Ruf an die Universität Rostock ab. 2005 bis 2013 wirkte Jahn als Richter an beiden Strafsenaten des Oberlandesgerichts Nürnberg. 2013 folgte der Wechsel an die Goethe-Universität in Frankfurt als Inhaber des Lehrstuhls für Strafrecht, Strafprozessrecht, Wirtschaftsstrafrecht und Rechtstheorie. Seit 2014 ist Jahn Richter im 1. Strafsenat und ab 2022 im 3. Strafsenat des Oberlandesgerichts Frankfurt.
Unter Betonung der kriminalpolitischen und verfassungsrechtlichen Bezüge forscht und lehrt Jahn zum Straf- und Strafprozessrecht sowie zur Rechtstheorie, insbesondere zur Theorie und Praxis der Strafverteidigung, zur Verfahrenstheorie sowie zum Wirtschaftsstrafrecht. Er ist seit 2008 Mitglied der Redaktion der Fachzeitschrift Strafverteidiger, außerdem Mitherausgeber der Zeitschrift für Sport und Recht, und er publiziert regelmäßig in Fachbüchern- und Fachzeitschriften.

## Veröffentlichungen (Auswahl)
- »Konfliktverteidigung« und Inquisitionsmaxime. Nomos, Baden-Baden 1998, ISBN 978-3-7890-5718-2. (Dissertation)
- Das Strafrecht des Staatsnotstandes. Vittorio Klostermann, Frankfurt 2004, ISBN 978-3-465-03349-3. (Habilitation)
- Zur Rechtswirklichkeit der Pflichtverteidigerbestellung. De Gruyter, Berlin 2014, ISBN 978-3-11-036402-6.